# Roda de Fogo
Roda de Fogo (magyarul: Tűzkerék) egy 1986-os brazil televíziós sorozat, amit 1986. augusztus 25. és 1987.  március 21. között sugározta először a Globo. 

## Történet
Renato Villar (Tarcísio Meira) egy gazdag, ambiciózus, gátlástalan vállalkozó, aki bármit megtenne a hatalomért. Miután külföldre küldött pénzt és tettestárs volt barátjának Celso Rezende megölésében, Renato felfedez egy dossziét, ami az egyik vállalatában feltárt szabálytalanságokról szól. A helyzet megoldására az ügyvédje, Mário Liberato (Cecil Thiré) közbenjárásával megismerkedik Lúcia Brandão (Bruna Lombardi) ügyvédnővel, aki megvesztegethetetlen és őt bíznak meg az ügyének a képviseletével és Renato reménykedik ennek ellenére le tudja fizetni. Ám rövidesen egymásba szeretnek, a mindig is tisztességes és becsületes Lúciának ráadásul az elvei és Renato között kell választani, akibe beleszeretett. 
Renato élete rövidesen gyökeresen megváltozik: agydaganatot diagnosztizálnak nála, emiatt elhagyja feleségét, Carolinát (Renata Sorrah) és Lucíahoz költözik. Majd ezt követően nyereségének egy részét egy alapítványba fekteti, az őt eláruló vezetőket pedig eltávolítja a vállalatcsoport éléről. Ám innentől gyilkosságok, érdekharcok és állandó hatalmi harc lesz, ami miatt még a brazil katonai diktatúra emberei is közbelépnek. Renato életének másik célja elnyerni vér szerinti fia, Pedró (Felipe Camargo) szeretetét, aki egy régebbi, Maura Garcezzel (Eva Wilma) folytatott kapcsolatából született.  

## Szereplők
| Actor               | Character               |
| ------------------- | ----------------------- |
| Tarcísio Meira      | Renato Villar           |
| Bruna Lombardi      | Lúcia Brandão           |
| Renata Sorrah       | Carolina D`Avila Villar |
| Cecil Thiré         | Mário Liberato          |
| Eva Wilma           | Maura Garcez            |
| Paulo Goulart       | Juiz Marcos Labanca     |
| Joana Fomm          | Thelma Rezende          |
| Osmar Prado         | Tabaco                  |
| Felipe Camargo      | Pedro Garcez            |
| Isabela Garcia      | Ana Maria D'Avila       |
| Mário Lago          | Antônio Villar          |
| Sílvia Bandeira     | Alice                   |
| Gilberto Martinho   | Gilson Góes             |
| Mayara Magri        | Helena D'Avila Villar   |
| Cássio Gabus Mendes | Celso Rezende Júnior    |
| Lúcia Veríssimo     | Laís Brandão            |
| Hugo Carvana        | Paulo Costa             |
| Yara Côrtes         | Joana Garcez            |
| Carlos Kroeber      | Werner Benson           |
| Marta Overbeck      | Dra. Beatriz            |
| Nelson Dantas       | Dr. Moisés Rodrigues    |
| Paulo Castelli      | Felipe D'Avila          |
| Cláudia Magno       | Vera Santos             |
| Percy Aires         | Hélio D'Avila ezredes   |
| Cláudia Alencar     | Patativa                |
| Rodolfo Bottino     | Gilberto                |
| Ivan Cândido        | Anselmo Santos          |
| Jayme Periard       | Roberto Labanca         |
| Inês Galvão         | Bel                     |
| Carla Daniel        | Marlene                 |
| Carlos Vergueiro    | Fernando Brandão        |
| Cláudio Curi        | Jacinto Donato          |
| Cristina Sano       | Fátima Pires            |
| Beth Berardo        | Nazaré                  |
| Walter Mattesco     | Milton                  |